# تاکونوسوکه فوناکاوا
تاکونوسوکه فوناکاوا (انگلیسی: Takunosuke Funakawa؛ زادهٔ ۱۱ ژوئن ۱۹۹۶) بازیکن فوتبال اهل ژاپن است.